# Tadeusz Borutka
Tadeusz Borutka (ur. 22 stycznia 1953 w Bielsku-Białej) – polski duchowny katolicki, kapłan diecezji bielsko-żywieckiej, profesor nauk teologicznych.
Specjalizuje się w katolickiej nauce społecznej. W latach 1994–2016 pełnił funkcję dyrektora nieistniejącego już Instytutu Teologicznego im. św. Jana Kantego w Bielsku-Białej – oddziału Papieskiego Uniwersytetu Jana Pawła II w Krakowie oraz opiekuna specjalizacji teologii praktycznej tej uczelni. Wykładowca katolickiej nauki społecznej oraz kursu Życie i myśl Jana Pawła II na Uniwersytecie Papieskim Jana Pawła II w Krakowie. W 2010 roku otrzymał Nagrodę im. Karola Miarki.
Były rektor seminarium diecezji sosnowieckiej w Krakowie.

## Publikacje
- 1991: Pokój w nauczaniu Jana Pawła II 1978–1988
- 1994: Cywilizacja miłości
- 1995: Dziecko w nauczaniu papieża Jana Pawła II
- 1999: Katolicka nauka społeczna (wraz z Janem Mazurem, Andrzejem Zwolińskim
- 2000: Chrześcijańskie wychowanie do pokoju (wraz z Barbarą Żemłą)
- 2000: Mieć serce, uczucia i zainteresowania skupione na Jezusie : konferencje i rozważania dla kapłanów i kleryków
- 2004: Społeczne nauczanie Kościoła : teoria i zastosowanie : podręcznik do katolickiej nauki społecznej
- 2006: Spowiednik wobec problemów społecznych
- 2006: Być dzisiaj kapłanem na wzór Jezusa Najwyższego Kapłana : rozważania rekolekcyjne dla kapłanów
- 2008: Akcjo Katolicka, nie lękaj się : należysz do kościoła i mieszkasz w sercu Boga : homilie, artykuły i wywiady
- 2008: Gdy u Panienki zegniesz kolana : dzieje kultu Matki Bożej Różańcowej w Kozach